# Аксаковнефть
«Аксаковнефть» — бывшее нефтегазодобывающее управление, занимавшееся добычей нефти и газа в Республике Башкортостан, присоединённое к НГДУ «Ишимбайнефть».
Штаб-квартира предприятия находился по адресу: Российская Федерация, Республика Башкортостан, пос. Приютово, Вокзальная ул., 13.

## История
«Аксаковнефть» основано в 1955 году в посёлке Приютово Башкирской АССР в объединении «Башнефть».
Предприятие создано для разработки и добычи нефти и газа в Шкаповском месторождении), а также в Белебеевском, Сатыевском, Знаменском, Раевском, Шафрановском и др. нефтяных месторождениях, расположенных на территории Бижбулякского, Белебеевского, Ермекеевского, Миякинского и Альшеевского районов республики, Пономарёвском районе Оренбургской области и являлось градообразующим предприятием п. Приютово.
К настоящему времени предприятием добыто около 230 млн тонн нефти, а максимальный уровень добычи был зафиксирован в 1963 году — 11 400 тыс. тонн нефти.
С 1970 года — нефтегазодобывающее управление.
С 1995 года является филиалом АНК «Башнефть».
В 2003 году реорганизовано в ОАО НГДУ «Аксаковнефть».
На предприятии издавалась газета «Приютовский нефтяник».
ООО НГДУ «Аксаковнефть» ежегодно разрабатывало и добывало 1 млн тонн нефти на 15 месторождениях Башкортостана.
К 2012 году предприятием всего добыто около 229 млн тонн нефти и пробурено 3864 скважин.
В 2005 года реорганизовано в Аксаковское управление по добыче нефти и газа (АУДНГ) филиала ОАО "АНК «Башнефть» «Башнефть-Ишимбай».

## Социальная политика
Предприятие содержало стадион, спортзалы, два профилактория, базу отдыха, загородный детский лагерь, поликлинику, столовую, поддерживало развитие спорта — секции дзюдо, волейбольную, футбольную.

## Экология
В целях недопущения загрязнения окружающей среды на предприятии проводились профилактические  мероприятия: реконструировались и покрывались специальной антикоррозийной защитой нефтяные резервуары, запускались установки по улавливанию легких фракций нефти, проводился мониторинг уровня загрязнения поверхностных и подземных вод.

## Известные работники предприятия
- Хабибуллин, Мубаракша Сафиуллович (1955—1977) — Герой Социалистического Труда (1966).
- В. П. Максимов — доктор технических наук, лауреат Ленинской премии[1].
- Я. М. Каган — доктор технических наук, лауреат Государственной премии СССР.
- Доктора геолого-минералогических наук Э. М. Халимов и Е. В. Лозин.
- С. Т. Пашин

## Руководство
- Межлумов, Оник Арсеньевич (1955—1964)
- Травницкий, Вениамин Николаевич (1964—1979)
- П. А. Сафронов
- Р. И. Мухутдинов
- Мерзляков Владимир Филиппович — Генеральный директор ООО НГДУ «Аксаковнефть» c 1987 года
- Н. В. Панин — Исполнительный директор